# Cynanchum belloi
Cynanchum belloi är en oleanderväxtart som beskrevs av Ping Tao Li. Cynanchum belloi ingår i släktet Cynanchum och familjen oleanderväxter. Inga underarter finns listade i Catalogue of Life.